# HMS Volunteer (D71)
Pour les autres navires du même nom, voir HMS Volunteer.
Le HMS Volunteer (D71) est un destroyer de la classe W Admiralty modifiée construit pour la Royal Navy à la fin de la Première Guerre mondiale.
Commandé en janvier 1918 dans le cadre du programme d'urgence de 1918-1919, le destroyer est mis sur cale le 16 avril 1918 par le chantier naval William Denny and Brothers de Dumbarton, en Écosse. Il est lancé le 17 avril 1919 et mis en service le 7 novembre 1919.

## Historique

### Entre-deux-guerres

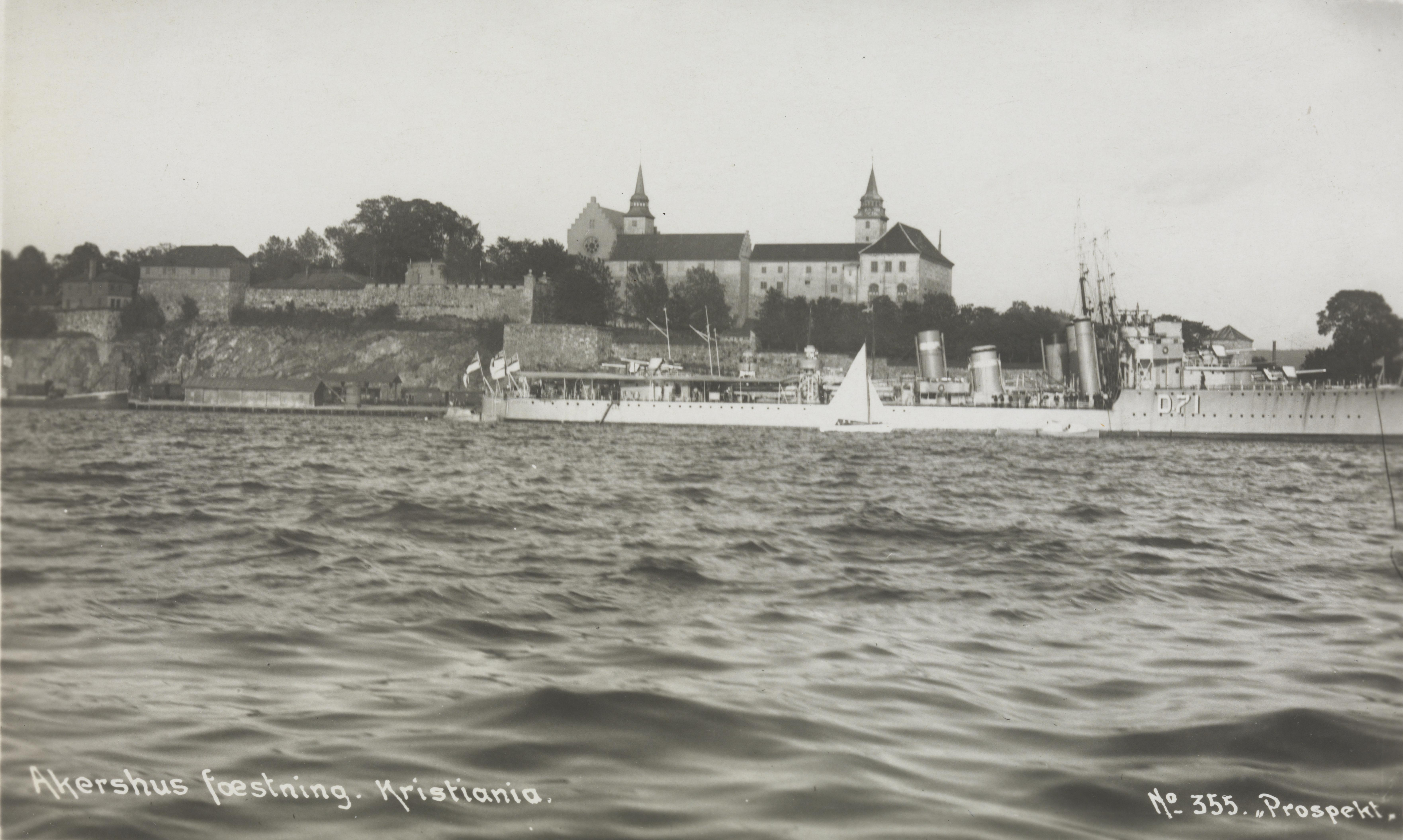
Le Volunteer ancré à la forteresse d'Akershus à Oslo (Norvège), peu de temps après la Première Guerre mondiale.

Le Volunteer entre en service avec la flotte en 1919. En 1921, il est affecté à la 4e flottille de destroyers de la flotte de l'Atlantique, avant de rejoindre en 1925 la flotte méditerranéenne avec le reste de la flottille. Au début des années 1930, il est déclassé, transféré dans la flotte de réserve et placée dans la réserve de Nore. Il rejoint ensuite Rosyth, en Écosse, où son placement en réserve est maintenu.
En août 1939, le Volunteer est remis en service avec une équipe réserviste pour un passage en revue de la flotte de réserve dans la baie de Weymouth par le roi George VI. Il restera en service alors que la flotte se mobilise en raison de la détérioration des relations diplomatiques entre le Royaume-Uni et l'Allemagne nazie.

### Seconde Guerre mondiale
Au début de la Seconde Guerre mondiale, il sert dans la 15e flottille de destroyers. En octobre 1939, il est transféré dans la 17e flottille du Commander-in-Chief, Western Approaches pour des opérations de défense de convois dans les approches occidentales et l'Atlantique Nord. Basé à Plymouth, il mène ces fonctions jusqu'en 1940. En avril 1940, il mène des missions d'escorte vers et depuis la Norvège, envahie le 9 avril. Il porte notamment secours à l'équipage du navire marchand armé Carinthia, coulé par une attaque de sous-marins au large de la côte nord-ouest de l'Irlande le 6 juin. En juillet, il escorte un convoi pendant une partie de son voyage vers Casablanca, puis rejoint Gibraltar. En août, il escorte des convois destinés à l'occupation de Dakar (opération Menace). Le force navigue le 31 août, mais le croiseur Fiji est torpillé par un sous-marin le lendemain, le Volunteer étant parmi les destroyers l'escortant jusqu'à la Clyde. En plus de ses affectations pour les convois de l'opération Menace ce mois-ci, il est l'un des destroyers d'escorte rejoignant le point de rendez-vous des convois de l'Atlantique pour les amener au Royaume-Uni, escortant au passage deux convois dans la Manche. En septembre, il est principalement employé pour mener des patrouilles de la Manche jusqu'à la fin de novembre, participant également participé à des ratissages le long des côtes françaises de nuit. En octobre, il est l'un des deux destroyers couvrant la force qui bombarde Cherbourg dans l'opération Medium. En décembre, il est réaffecté au Western Approaches Command.
Servant avec le 5e groupe d'escorte, le Volunteer est employé pendant la majeure partie de 1941 à l'escorte de convois de l'Atlantique vers et depuis les approches occidentales. Il est percuté accidentellement par le HMS Newark au large des côtes de l'Irlande en avril 1941. Le 9 décembre, il quitte Milford Haven dans le cadre de l'escorte du cuirassé Ramillies, qui guide un convoi de troupes en route pour rejoindre l'Easter Fleet. Il quitte le convoi à Gibraltar et est retourne à la Clyde à la fin du mois.
Le HMS Volunteer fait partie de l'escorte d'un convoi de troupes en route vers le Moyen-Orient en mars 1942. Le convoi est localisé par des sous-marins dans la nuit du 25 au 26 mars, s'ensuivit une contre-attaque des destroyers Javelin et Inconstant sans résultat apparent. Le lendemain, l'U-587 est localisé en surface et attaqué par grenadages par les destroyers Volunteer, HMS Leamington, Grove, Aldenham, provoquant la mort des quarante-deux sous-mariniers. En mai, le Volunteer fait partie de l'escorte du convoi russe P016, qui fut continuellement attaqué par des avions ennemis, torpilleurs et sous-marins. Sept des trente-quatre navires du convoi sont perdus et quatre endommagés, dont le destroyer polonais Garland gravement endommagé. Le Volunteer est l'un des cinq destroyers inclus dans l'escorte du convoi de retour qui, après un passage sans incident, quitte le convoi vers la côte nord-est de l'Islande le 4 juillet. Il rejoint Rosyth pour un radoub le 6 juillet.
Le HMS Volunteer est réaménagé à Rosyth de juillet 1942 à janvier 1943. En mars, à un moment où la bataille de l'Atlantique atteint son paroxysme, le Volunteer escorte un convoi qui est attaqué par une Rudeltaktik. Treize navires du convoi sont perdus et aucun sous-marin n'est localisé. Fin mars, la situation dans la bataille de l'Atlantique s'est considérablement améliorée et en mai, de nombreux sous-marins sont retirés de la région. Afin d'intensifier la bataille, des opérations spéciales sont organisées en juin dans le golfe de Gascogne contre les sous-marins et les groupes de chasseurs de surface, en collaboration avec des patrouilles aériennes. Le HMS Volunteer participe à ces opérations dans la baie de juin à septembre. En octobre, il participe à l'opération Alacrity, une expédition pour reprendre le ravitaillement en carburant et d'autres installations aux Açores, les Alliés ayant négocié et conclu un accord avec le Portugal pour l'utilisation de ses îles.
Au début de 1944, le Volunteer continue ses missions d'escorte des convois de l'Atlantique. Membre de la Force B lors de l'opération Neptune, le débarquement en Normandie en juin, avec la Western Task Force (américain), le destroyer escorte un convoi de navires jusqu'à la zone d'assaut. Il sert au sein du Portsmouth Command en août lorsqu'il escorte trois LST débarquant à Saint-Michel-en-Grève pour le 12e groupe d'armées américain. En novembre, il est affecté à la 1re flottille de destroyer du Portsmouth Command et en décembre à la 21e flottille du Nore Command, opérant à partir de Sheerness. Il mène plusieurs patrouilles au large de Nore, Portsmouth et dans la Manche jusqu'à la fin de mai 1945, date à laquelle il est rayé des listes. Placé en réserve en juin, le destroyer est vendu en mars 1947 et mis au rebut à Granton en avril 1948.